# Señorío de Valtierra
El Señorío de Valtierra fue un título nobiliario navarro otorgado en 1456 por el rey Juan II de Aragón a Mosén Martín de Peralta y Ezquerra sobre la villa de Valtierra en el Reino de Navarra.

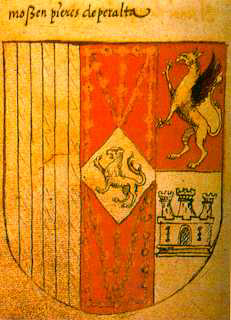
Escudo de Mosen Pierres de Peralta. Padre de Mosen Martín de Peralta. I Señor de Valtierra

## Historia
En 1456 Juan II de Aragón concede los Señoríos de las villas y castillos de Valtierra y Arguedas a mosén Martín de Peralta, Canciller mayor del Rey, por sus muchos servicios en la guerra de sucesión contra su hijo Carlos de Viana durante la Guerra civil de Navarra. Posteriormente tras un largo pleito con los vecinos de Valtierra y a partir de 1527 el señorío quedó reducido al palacio y anexos.
Martín de Peralta, canciller del reino al servicio de Juan II, y decidido caudillo de los agramonteses, tomaba en 1455 la villa de Valtierra, así como Cadreita, y después de apoderarse de las de Mélida y Santacara, tomaba por asalto, y destruía sin piedad, la villa y castillo roquero de Rada, que permanecía fiel a los beamonteses, partido favorable al rey legítimo Carlos, Príncipe de Viana. Fue hermano del condestable mosén Pierres de Peralta "el joven", que mató a lanzadas al obispo de Pamplona, Nicolás de Echávarri, por una discusión que en las Cortes de Navarra celebradas en Tafalla habían sostenido ambos.

## Señores de Valtierra
- Mosén Martín de Peralta (y Ezpeleta), I Señor de Valtierra y Arguedas. (Fallecido en 1488). Canciller mayor del Rey, merino de la Ciudad de Tudela y de la Merindad de la Ribera. 1. Caso con Leonor Garro. Le sucedió su hijo:

- Martín de Peralta y Garro, II Señor de Valtierra y II Señor de Arguedas. 
  1. Casó con Leonor de Rebolledo. Les sucedió su hijo:

- León de Peralta Rebolledo, III Señor de Valtierra, nacido en 1492 en Valtierra.
  1. Casó con Ana Luisa Beaumont de Navarra Urtubia, hija de Juan de Beaumont de Navarra, Canciller mayor del Rey, nieta del II conde de Lerín y descendiente de la Casa Real de Navarra.

- Luisa de Peralta y Beaumont, IV Señora de los Palacios de Valtierra.
  1. Casó con su primo Hernando de Beaumont y Navarra-Allo. Caballero de santiago, Contino del emperador Carlos V; a cuya coronación asistió.[5] Les sucedió su hijo:
- Enrique Beaumont y Navarra-Peralta, V Señor de los Palacios de Valtierra.
  1. Casó con Lucía de Eguía. Les sucedió su hijo:
- Juan de Beaumont y Peralta-Eguía. VI Señor de los Palacios de Valtierra. 
  1. Casó con Graciosa Amigo y Gurpide. Les sucedió:
- Juan de Beaumont y Peralta-Amigo. VII Señor de los Palacios de Valtierra. Capitán de los Reales Ejércitos (Tudela 1584 - Valtierra 1649).
  1. Caso en Valtierra en 1603 con Petronila Pérez de Veraiz y Covarrubias de Leiva. Les sucedió:
- Alonso de Beaumont y Peralta Pérez de Veraiz. VIII Señor de los Palacios de Valtierra. Caballero de la Orden de Santiago; Maestre de Campo de los ejércitos de Cataluña, Extremadura y Fuenterrabía.[6]
  1. Casó con Dionisia María de Solchaga y Álava de Santa María, hija de los Señores del Palacio de Solchaga. Les sucedió:
- Juan José Beaumont y Peralta Solchaga. IX Señor de los Palacios de Valtierra. (Tudela 1668 - 1713). Sirvió como voluntario al servicio de Su Majestad en la toma de los castillos de Berdún, Canfranc y Torre de Santa Elena. También luchó en el choque que tuvo lugar cerca de Sos del Rey Católico el año de 1706 y en la toma de Sádaba.[7]
  1. Casó con Josefa Elío y Ayanz de Navarra Jaureguízar (Pamplona 1673 - Valtierra 1711). Hija de José de Elío y Ayanz de Navarra Esparza Artieda y Vélaz de Medrano. I Marqués de Vesolla, Señor de Elío, Esparza, Artieda, etc., Merino de la Reina, Maestre de Campo de los Tercios de Navarra. Les sucedió:
- Josefa Beaumont de Navarra Peralta y Elio. X Señora de los Palacios de Valtierra. (1696 - Valtierra).
  1. Casó con Luis Ángel Salcedo del Río, III Conde de Gómara. IX Señor de Almenar de Soria  (1687-1741). Les sucedió:
- Juan Manuel Salcedo-Beaumont y Peralta. (1718). XI Señor de los Palacios de Valtierra, IV Conde de Gómara, X Señor de Almenar de Soria, XVI Señor de la Casa y Torrefuerte de Aldealseñor, IX Señor de la Poveda. Alférez mayor de Soria y dueño de los términos y heredamientos del Rosal, Valverde de Soria, Cabrejuelas de Tormo, Tordesalas y sus fortalezas. (Su hermana María Vicenta casaría con Miguel Jerónimo Davila Ursúa, II Marqués de Grañina).
  1. Casado en primeras nupcias con su prima María de Camargo y Salcedo y en segundas con su sobrina Josefa Rosa Dávila y Salcedo, hija del II Marqués de Grañina. Sin sucesión. Le sucede su sobrino.
- Francisco Javier Cárdenas y Dávila, Salcedo y Orozco,  XII Señor de los Palacios de Valtierra, V Conde de Gómara y IV Marqués de Grañina.
  1. Casó con su prima María Soledad Villavicencio y Castejón Salcedo y Río, hija del Marqués de Alcántara del Cuervo y de la Condesa de Villarreal y de Fuerteventura.

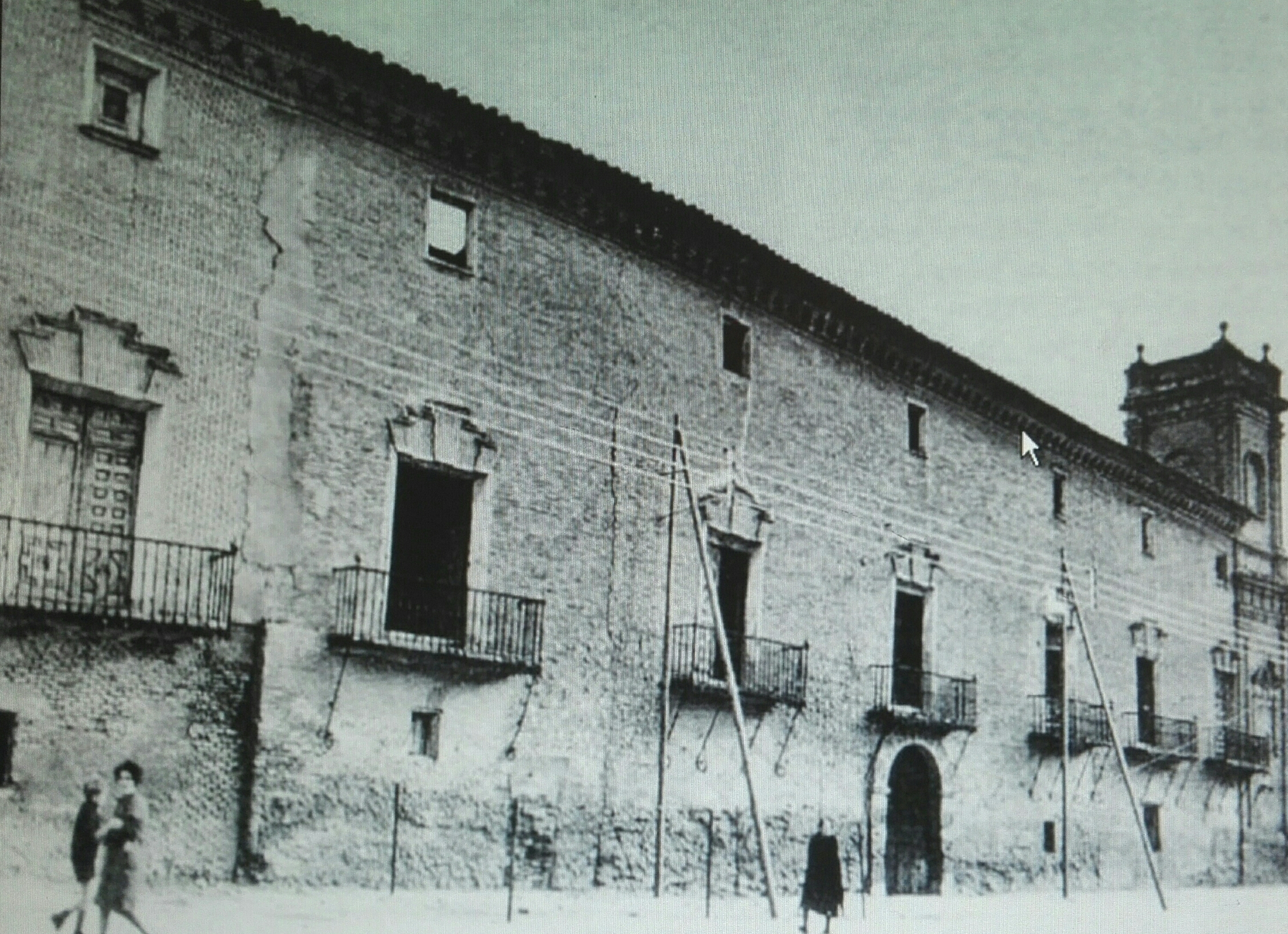
Palacio cabo de armería del Señorío de Valtierra, después Condado de Gómara, en Valtierra, Navarra. Postal de Principios del.